# UFC on ESPN: Rodriguez vs. Waterson
UFC on ESPN: Rodriguez vs. Waterson (conosciuto anche come UFC on ESPN 24, oppure UFC Vegas 26) è stato un evento di arti marziali miste tenuto dalla Ultimate Fighting Championship l'8 maggio 2021 all'UFC APEX di Las Vegas, negli Stati Uniti.

## Risultati
|                  | Divisione               |                        |                 |                       | Metodo                                        | Round           | Tempo           | Premio          |
| Card Principale  | Card Principale         | Card Principale        | Card Principale | Card Principale       | Card Principale                               | Card Principale | Card Principale | Card Principale |
| ---------------- | ----------------------- | ---------------------- | --------------- | --------------------- | --------------------------------------------- | --------------- | --------------- | --------------- |
|                  | Pesi mosca femminili    | Marina Rodriguez       | batte           | Michelle Waterson     | Decisione unanime (48–47, 49–46, 49–46)       | 5               | 5:00            |                 |
|                  | Pesi welter             | Alex Morono            | batte           | Donald Cerrone        | KO tecnico (pugni)                            | 1               | 4:40            | POTN            |
|                  | Pesi welter             | Neil Magny             | batte           | Geoff Neal            | Decisione unanime (29–28, 29–28, 30–27)       | 3               | 5:00            |                 |
|                  | Pesi massimi            | Marcos Rogério de Lima | batte           | Maurice Greene        | Decisione unanime (30–26, 30–26, 30–27)       | 3               | 5:00            |                 |
|                  | Catchweight (160.5 lbs) | Gregor Gillespie       | batte           | Carlos Diego Ferreira | KO tecnico (pugni)                            | 2               | 4:51            | FOTN            |
|                  | Pesi medi               | Phil Hawes             | batte           | Kyle Daukaus          | Decisione unanime (30–26, 30–26, 29–27)       | 3               | 5:00            |                 |
| Card Preliminare |                         |                        |                 |                       |                                               |                 |                 |                 |
|                  | Pesi piuma              | Michael Trizano        | batte           | Ľudovít Klein         | Decisione unanime (29–28, 29–28, 30–27)       | 3               | 5:00            |                 |
|                  | Pesi medi               | Jun Yong Park          | batte           | Tafon Nchukwi         | Decisione maggioritaria (30–25, 29–26, 28–28) | 3               | 5:00            |                 |
|                  | Pesi welter             | Carlston Harris        | batte           | Christian Aguilera    | Sottomissione tecnica (anaconda choke)        | 1               | 2:52            | POTN            |

## Premi
I lottatori premiati ricevettero un bonus di 50.000 dollari.
Legenda:
- FOTN: Fight of the Night (vengono premiati entrambi gli atleti per il miglior incontro dell'evento)
- POTN: Performance of the Night (viene premiato il vincitore per la migliore performance dell'evento)